# 報仏寺
報仏寺（ほうぶつじ）は、茨城県水戸市にある真宗大谷派の寺院。

## 歴史
1218年（建保6年）、唯円（河和田の唯円）によって開山された。唯円は親鸞の弟子で『歎異抄』の作者といわれている。元々は現在地より500メートル南西の「唯円道場跡伝承地」の碑が立っているところにあったが、1654年（承応3年）の水戸藩の寺院整理で廃寺となった。1689年（元禄2年）に第2代藩主徳川光圀によって再興された。その際に現在地に移転した。
光圀は「由緒正しい寺院」については保護しており、唯円ゆかりの寺院と認められ再興されることになったのである。

## 文化財
- 銅造大黒天像（茨城県指定文化財 昭和37年10月24日指定）[2]
- 唯円道場跡伝承地（水戸市指定文化財 平成23年3月7日指定）[3]

## 交通アクセス
- 赤塚駅より徒歩23分。